# 埃爾科萊希奧

埃爾科萊希奧是哥倫比亞的城鎮，位於該國中部，由昆迪納馬卡省負責管轄，距離首府波哥大31公里，始建於1653年，面積99平方公里，海拔高度394米，2005年人口20,020。
4°34′N 74°26′W / 4.567°N 74.433°W